# دختری که چشم در ازای چشم می‌گیرد
دختری که چشم در ازای چشم می‌گیرد، با نام اصلی مردی که سایه‌اش را تعقیب کرد (به سوئدی: Mannen Som Sökte Sin Skugga) عنوان پنجمین رمان در مجموعه سه‌گانه میلنیوم، به قلم نویسنده سوئدی دیوید لاگرکرانتس است که تمرکز آن بر روی شخصیت‌های میکائیل بلومکویست و لیسبت سالاندر می‌باشد. این دومین رمان از این سری به‌شمار می‌رود که توسط نویسنده‌ای به جز سه کتاب اول مجموعه سه‌گانه میلنیوم، یعنی استیگ لارسن نوشته شده‌است. این رمان در تاریخ ۷ سپتامبر ۲۰۱۷ در سراسر دنیا منتشر شد.